# Rendezvous
|  | Denne artikel er oprettet af botten Steenthbot ud fra en ekstern database. Den kan derfor have sproglige fejl eller mangler. Denne skabelon kan fjernes efter kontrol af indholdet. |

Rendezvous er en kortfilm fra 2012 instrueret af Safa Burghle og Nikolaj Bruus og efter manuskript af Nikolaj Bruus.

## Handling
Dette er fortællingen om en ensom, desillusioneret midaldrende businessmand, som går en særlig dag i møde. Træt stiger han på sit sædvanlige tog i forventning om endnu en monoton dag på kontoret, da han pludseligt opdager, at en fremmed kvinde sidder på hans vante plads. Denne yngre og umiddelbare kvinde begynder at stille ham spørgsmål om livet, og det slår det ham, at tiden har stået stille: Er det for sent at vælge et nyt spor og atter komme ud blandt menneskene, føle og elske?"